# غاوكان (أمجز)
غاوکان (بالفارسية: گاوکان) هي قرية تقع في إيران في قسم أمجز الريفي.